# Athetis corrupta
Athetis corrupta là một loài bướm đêm trong họ Noctuidae.